# 溥仪宣诏退位纪念馆

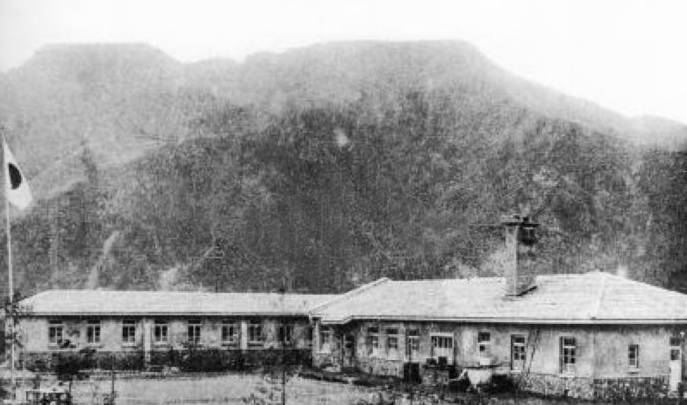
溥仪曾在大栗子铁矿技工养成所宣读退位诏书。

溥仪宣诏退位纪念馆即溥仪宣诏退位旧址，又称伪满皇帝溥仪行宫博物馆，曾是东边道开发株式会社大栗子铁矿技工养成所的大礼堂（即大栗子矿山员工食堂），位于中国吉林省临江市大栗子街道。

## 历史
1945年8月17日夜，满洲国皇帝溥仪在此宣读滿洲國皇帝退位詔書，宣告满洲国灭亡。
1999年2月26日，以大栗子溥仪宣诏退位遗址之名列为第五批吉林省文物保护单位，类型为近现代史迹及代表性建筑。该文物保护单位由临江市文管所管理，历史年代为1946年。